# Peter Whittle
Peter Whittle (ur. 27 lutego 1927 w Wellington w Nowej Zelandii, zm. 10 sierpnia 2021) – nowozelandzki matematyk i statystyk zajmujący się problematyką sieci stochastycznych, sterowania optymalnego, szeregów czasowych, optymalizacji stochastycznej oraz dynamiką stochastyczną. W latach 1967–1994 zajmował stanowisko Churchill Professor of Mathematics for Operational Research na Uniwersytecie Cambridge.

## Życiorys
Whittle obronił tytuł magistra na zlikwidowanym potem Uniwersytecie Nowej Zelandii w roku 1948. Stopień doktora zdobył na Uniwersytecie w Uppsali w roku 1951 pod kierunkiem Hermana Wolda. W roku 1953 powrócił do Nowej Zelandii, gdzie pracował do roku 1959 w DSIR Applied Mathematics Laboratory (później – Applied Mathematics Division). Przez kolejne dwa lata prowadził wykłady na Uniwersytecie Cambridge, zaś od roku 1961 kierował katedrą statystyki matematycznej na Uniwersytecie w Manchester. Od roku 1967 aż do przejścia na emeryturę w roku 1994 pracował jako Churchill Professor na Cambridge. Od roku 1973 kierował również laboratorium statystycznym tej uczelni. 
Whittle ma żonę, Kathe, oraz sześcioro dzieci.

## Zaszczyty
Whittle został wybrany na członka brytyjskiego Towarzystwa Królewskiego w roku 1978, zaś w roku 1981 został członkiem honorowym Towarzystwa Królewskiego Nowej Zelandii. Odznaczony Medalem Sylvestera w roku 1994, otrzymał nagrodę Lanchester (Lanchester Prize) i John von Neumann Theory Prize w roku 1997 (obie w dziedzinie badań operacyjnych). W 1996 został laureatem Medalu Guya (1996).